# Transit d'Uranus depuis Neptune

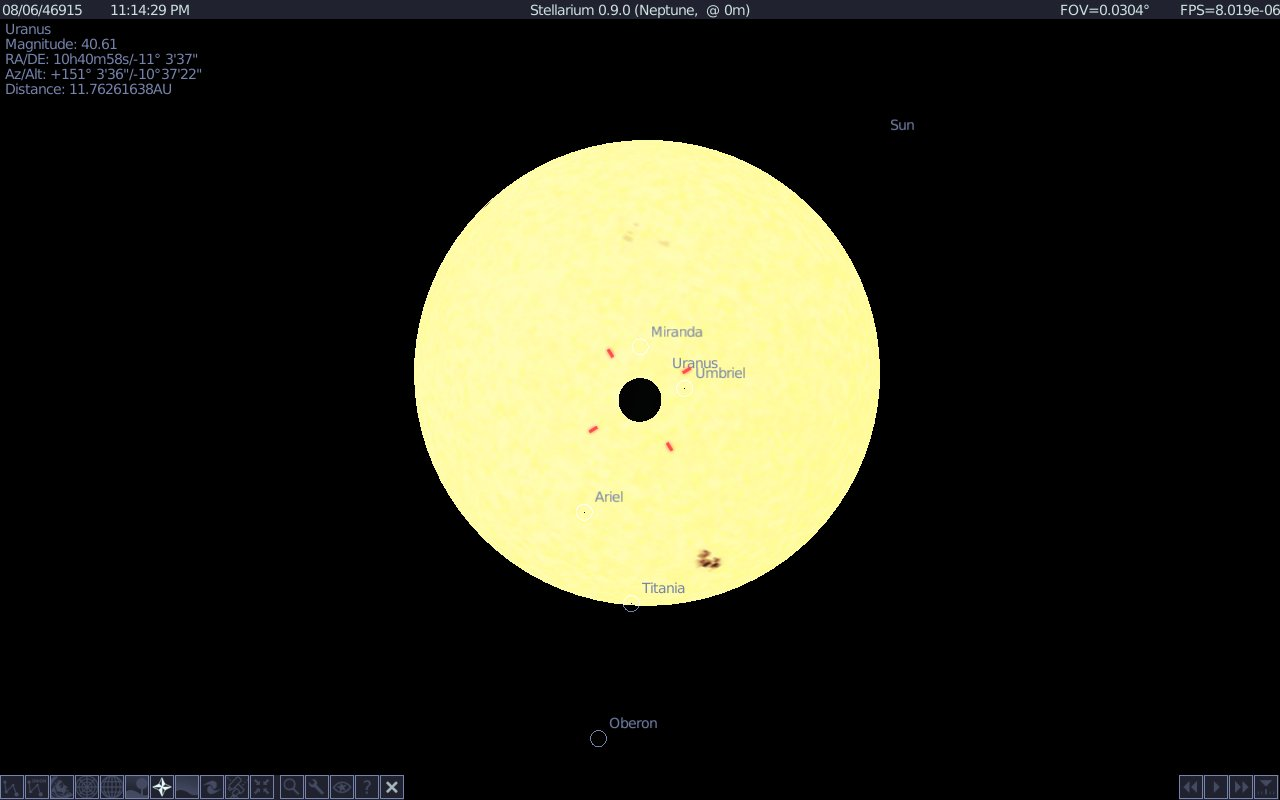
Imagerie d'un transit d'Uranus depuis Neptune. (Il n'y aura a priori pas de transit à la date indiquée, Stellarium, le logiciel utilisé, n'étant pas capable de réaliser des calculs aussi lointains dans le temps).

Le transit d'Uranus depuis Neptune se déroule lorsqu'Uranus se trouve directement entre le Soleil et Neptune. Elle a alors, depuis Neptune, la forme d'un petit disque noir se déplaçant lentement au-dessus du disque du Soleil. Ce transit a une durée maximale d'environ 42 heures.

## Transit planétaire le plus rare
Il s'agit du plus rare transit parmi les huit planètes du système solaire, compte tenu de la longue période orbitale de 172 années (d'Uranus depuis Neptune), le minuscule diamètre apparent du Soleil (1,07 minute d'arc, proche de la limite de l'acuité visuelle humaine) tel qu'observé depuis Neptune, et de l'inclinaison de 1,5 degré des deux orbites l'une par rapport à l'autre, qui est la valeur la plus petite pour un groupe de deux planètes.
Le prochain transit d'Uranus depuis Neptune se déroulera en octobre 38172.

## Autres transits encore plus rares
Les transits observés depuis Pluton et autres objets de la ceinture de Kuiper et disque des objets épars sont encore plus rares, en raison de l'inclinaison de son orbite ainsi qu'à sa plus longue période orbitale, comparé à celui des autres planètes.